# Missiegebouw (Pontianak)
Het kamp dat bekend stond als het Missiegebouw in de plaats Pontianak op het eiland Borneo, fungeerde tijdens de Japanse bezetting van Nederlands-Indië in de periode van 11 april 1942 tot 15 juli 1942 als interneringskamp voor krijgsgevangenen.
Op 15 maart 1942 meldde luitenant-kolonel Simon de Waal (de Territoriaal Commandant) zich met zijn staf te Pontianak. Hij werd door de Japanners in een woning geïnterneerd. Zijn manschappen kwamen op 11 april 1942 in Pontianak aan. Vanaf dat moment werden alle krijgsgevangenen geïnterneerd in gebouwen op het terrein van de ambtswoning van de Apostolisch Vicaris van Pontianak en de aangrenzende Volks Crediet Bank. Dit betroffen de woning, een ambachtsschool en een Chinese school. De Europese en de inheemse krijgsgevangenen werden gescheiden van elkaar ondergebracht. Op 27 juni 1942 werden drie Europese krijgsgevangenen die twee dagen eerder gevlucht waren, op de kade van de rivier Kapoeas voor de ambtswoning van de Vicaris geëxecuteerd. Op 7, 11 en 15 juli 1942 vertrokken de krijgsgevangenen in contingenten naar het Kamp Batu Lintang nabij Kuching.